# 紐西蘭自治領
紐西蘭自治領（英語：Dominion of New Zealand）繼承自紐西蘭殖民地。紐西蘭於1841年成為英國皇家殖民地，之後又獲得大量自治權。紐西蘭曾考慮加入但最終選擇不加入隔海相望的澳大利亞聯邦，未幾於1907年9月26日由英王爱德华七世宣告成為自治領，逐漸享有自主國防和外交。1947年紐西蘭接受1931年威斯敏斯特法令，從而享有完全主權。

## 自治領地位

### 皇家宣言
1907年9月9日發布了一項皇家宣言，授予新西蘭“自治領”的稱號。 9月26日，總理約瑟夫·沃德爵士從議會的台階上宣讀了公告：
.愛德華 R. & I. 鑑於我們已根據我們新西蘭殖民地的立法委員會和眾議院議員的請願書確定，新西蘭自治領的名稱應取代新西蘭殖民地的名稱，作為對上述殖民地的指定，因此，我們已在樞密院的建議下，認為適合發布此皇家公告，並且我們在 9 月 26 日（1907 日及之後）下令、宣布和命令該公告。新西蘭殖民地和屬於其的領土應以新西蘭自治領的名稱來稱呼和知曉。我們特此向所有公共部門發出相應的命令。九月的第九天，在白金漢宮的我們的法庭上，上帝保佑國王 
- 1907年9月26日时任新西兰总督第五代普伦基特男爵威廉·普伦基特（英语：William Plunket, 5th Baron Plunket）宣布新西兰成为自治領
- 新西蘭公報刊登的皇室公告

## 自治領一詞的棄用
二戰後，該國以「紐西蘭」的名義加入聯合國。一年後的1946年，彼得·弗雷澤總理指示政府部門不再使用“自治領”一詞。
新西蘭主權的最初標誌之一是1953年《皇家頭銜法》改變了君主的頭銜。第一次，君主的新西蘭官方頭銜將新西蘭與英國和其他自治領區分開來，現在這些國家都被視為英聯邦王國：
伊麗莎白二世，蒙上帝恩典，聯合王國、新西蘭和她的其他領土上的女王，英聯邦元首，信仰的捍衛者。

—  1953 年皇家頭銜法（新西蘭），第 2 條；皇家頭銜公告 (1953) II 新西蘭公報 851
官方使用的名稱也改為新西蘭王國。 自治領一詞在接下來的十年中基本上被棄用。該術語在機構名稱（例如，自治領博物館直到1972年 才更名為國家博物館）、企業以及俱樂部和社團的章程中持續時間最長。一個罕見的倖存用法是報紙的標題，The Dominion Post（原名The Dominion），不過該報紙到2023年還是改成了The Post。
有人認為新西蘭用詞的改變並未影響新西蘭或其政府的法律地位；1907年王室宣布的自治領地位從未被撤銷，至今仍然有效，不過也有法律學者並不這麼認為。
儘管如此，紐西蘭政府的意見是，紐西蘭於1947年享有完全主權：“……無論是完全自主掌控了外交政策，還是完全控制了立法機構以及自主制定憲法方面” 。1986年憲法法案於1987年1月1日生效時，新西蘭“單方面撤銷了英國所有剩餘的立法權”。